# Straż nocna (Świat Dysku)
Straż nocna (ang. Night Watch) – tytuł dwudziestej dziewiątej książki z serii Świat Dysku Terry’ego Pratchetta. W Polsce książka ta ukazała się 21.02.2008 z pominięciem oryginalnej chronologii cyklu (po Zimistrzu zamiast po Zadziwiającym Maurycym i jego uczonych szczurach) w tłumaczeniu Piotra W. Cholewy. Ósma część podcyklu o Straży Miejskiej.
Grafika okładki, wykonana przez Paula Kidby’ego, nawiązuje do obrazu Rembrandta Straż nocna.
Samuel Vimes ma niedługo zostać ojcem. Jednocześnie czuje, że nie jest już prawdziwym strażnikiem, a jego praca ogranicza się do papierów i polityki. W rocznicę rewolucji 25 maja, prowadzi pościg za niebezpiecznym mordercą Carcerem, który już zabił dwóch strażników. Ich walka kończy się na dachu Biblioteki Niewidocznego Uniwersytetu. W tym samym czasie nad miastem szaleje potężna burza. Gdy uderza piorun obaj przeciwnicy spadają z kopuły. Chwilę później Vimes budzi się i ze zgrozą stwierdza, że trafił do przeszłości – na kilka dni przed rewolucją. W mieście trwa napięta sytuacja polityczna, szykuje się zamach stanu, a w Ankh-Morpork panuje godzina policyjna. A może być jeszcze gorzej – wraz z nim przybył tu Carcer. Tajemniczy mnich historii Lu-Tze informuje Vimesa, że zdążył on zabić Johna Keela – jego dawnego sierżanta, który nauczył go wszystkiego co wie i zagraża przyszłości. Vimes musi odnaleźć szaleńca, wyszkolić samego siebie na dobrego policjanta, dopilnować aby rewolucja przebiegła właściwie i nie zmienić przy tym historii. Jeśli mu się nie uda, nie będzie miał żadnej przyszłości.